# Пепіанх середній
Пепіанх середній — історична особистість, вельможа, який служив в епоху VI династії Стародавнього царства за фараона Пепі ІІ, можливо, деякий період після його закінчення.

## Життєпис
Він був одним із чиновників при царюванні фараона Пепі ІІ. Зокрема збереглися «автобіографії» і інших чиновників, які теж датують часом правління Пепі ІІ. Наприклад, Горхуфа та Пепінахта Гекаіба. Ім’я Пепіанха середнього ще згадується як Неферкаї чи Гені. Царювання Пепі ІІ припало на кінець розквіту Єгипту доби Стародавнього Царства, який, за підрахунками учених, царював 64 роки (або інша версія – 94). Згадки в «автобіографії» свідчать нам про два титули Пепіанха: верховний жрець богині Хатхор та чиновник при дворі фараона. За словами тексту, він прожив 110 років.

## «Автобіографія»
Усі давньоєгипетські «автобіографії» були специфічними (як і цей жанр загалом). Єгипетські біографії – це здебільшого своєрідні написи на гробницях. Ці  твори не можна віднести до звичайних біографій чи мемуарів, оскільки це своєрідний жанр. Як правило, їх виділяють до жанрів давньоєгипетської літератури – однієї з найдавнішої у світі. У Єгипті існувала «мода» на чиновницькі біографії, бо ці твори – це було ставлення до буття окремого індивіда (чиновника). Винятком стали царські біографії І Перехідного періоду.
В період Стародавнього Царства розпочалися активно будуватися гробниці (піраміди), а відтак їх почали оздоблювати надписами. Ця «автобіографія» відноситься до так званих «ідеальних біографій», які з’явилися ще за правління V династії.
«Автобіографія» Пепіанха середнього переносить нас в Куси – столицю 14 ному Верхнього Єгипту, де витончено прикрашена низка гробниць доби Старого та Середнього царств.  Тобто «автобіографію» Пепіанха середнього можна віднести приблизно до 22 ст. до н.е. 
Отож, з «автобіографії» ми можемо скласти загальну картину життя вельмож того періоду. Це були люди, які прирівнювали себе ледь не до фараона, підкреслюючи це щоразу словами «я – той, хто шанований у царя». У своїх біографіях давньоєгипетські чиновники описують себе як дуже шанованих та поважних людей у суспільстві. Хоча насправді все було не так ідеально.

## Текст "автобіографії"
```
Передній двір, західна стіна, напис із півночі від входу до основного покою каплиці. Текст житійного характеру розміщений в одинадцяти колонках.
```

1. Я прожив життєвий вік до 110 років, перебуваючи серед шанованих, які живуть щасливо. Я провів більшу частину цього свого життєвого віку 
2. (на посаді) начальника жерців Гатгор, володарки (міста) Кус , при цьому я мав доступ до Гатгор, Володарки Кус, споглядаючи її та виконуючи ритуали для неї моїми власними руками.
3. Я – той, хто шанований у царя, я – той, хто шанований у бога, я – той, хто шанований у людей. Я – той, хто любий батьку своєму,
4. кого хвалить мати його, я – той, хто любий братам і сестрам своїм. Провів я все своє життя, виконуючи чиновницьку службу, при цьому я ….. ..... 
5. Я робив добро і говорив те, що бажане, прагнучи здобути хорошу репутацію у бога, бажаючи досягнути старого віку....[в моєму місті]. 
6. Я розсуджував двох так, щоб задовольнити їх обох, знаючи, що бог це любить. Ніколи не лягав я спати посварившись [з тими людьми, що оточували мене] 
7. через їхню поведінку стосовно мене. Тепер же, я віддав своє майно, яке належить до служби, для встановлення його на Заході, в окрузі 
8. Володарки правди, в місці чистому, в місці прекрасному, в якому [нічого] не було побудовано, ніколи ніхто інший з
9. попередників не побудував там нічого. Саме я відкрив цей округ, служитиме він мені як некрополь і буде він зроблений так, як 
10. я бажаю . Присвятив я цьому себе дуже сильно, ще коли перебував серед живих, і відійшов я до нього, коли дожив до старості, 

11. при цьому дожив я до глибокої старості; при цьому прожив я (свій) життєвий вік серед живих, перебуваючи в пошані у царя.
```
Титули зверху над зображенням Пепіанха та його дружини.
```

1. Жрець Ісіди та Гатгор, жрець Гора та Сета, жрець Великої Еннеади, 
2. жрець Нут Неферкаї, інше ім’я якого Пепіанх середній, 
3. син контролера царського, началь[ника] жер[ців] Собек-[гетепа], син знайомої царя, музикантки Пехернефрет. 
4. Дружина його, улюблена ним, знайома царя, музикантка 

5. Гатгор, володарки Кус.
```
Передній двір, західна стіна, напис на південь від входу до основного покою каплиці. Текст житійного характеру розміщений в одинадцяти колонках.
```

1. Провів я весь свій вік, виконуючи обов’язки чиновника, перебуваючи на службі (посаді) моїй до кінця мого, не було випадку, щоб я лежав, а моя служба була мені далекою (=байдужою), звідтоді як мене поставили
2. посадовцем. Ніколи не стерегли мене . Ніколи не ув’язнювали мене. Щодо будь-якої речі, яка була сказана проти мене в присутності чиновників,
3. пройшов я крізь неї благополучно; притому впало обличчя тих , хто це говорив. Оскільки я був оправданий від цього в присутності чиновників;
4. оскільки те, що вони говорили проти мене, було наклепом . О, люди всі, які проходитимуть, рухаючись на північ, які йтимуть, рухаючись на південь,
5. якщо хочете, щоб жив для вас цар, якщо хочете, щоб жив для вас бог, той, при якому ви перебуваєте, дайте ви мені хліб та пиво, з того, що є в руці вашій, підніміть ви
6. руки ваші , прочитайте ви ритуали пожертв вустами вашими. Якщо будуть вони робити так, як [сказано], .... .... ....
7. Буде зроблено згідно з бажанням їх. Я просвітлений дух, [споряд]жений, як (належить) просвітленому духу... .... ... .... всі, хто існував раніше (?) .
8. Я той, хто шанований у царя і у [свого] бога. Всі справи, які я виконував, вдавалися мені, оскільки я був жерцем-уабом Гатгор, Володарки Кус, через мій захист стосовно бога,
9. так, що хвалила вона мене. О, люди всі, які проходитимуть, рухаючись на північ, які йтимуть, рухаючись на південь, якщо хочете, щоб жив для вас цар, якщо хочете, щоб жив для вас бог,
10. той, при якому ви перебуваєте, прокажіть ви (ритуал) прославлення Гатгор, володарки Кус, ... ... ... [началь]ник жерців Пепіанх середній. Щодо будь-яких людей, якщо про[читають] во[ни] (це),

11. то [Гатгор, володарка Кус] зробить те, що бажане їм. Якщо ..... вони .... бог. Я сказав ці слова, по правді, я н[е] [сказ]ав це так, як [той], хто має [вел]икий [р]от. 